# 「ほんとうの話」
『「ほんとうの話」』（ほんとうのはなし）は、柳原陽一郎の8作目のスタジオ・アルバム。2013年8月17日にSWEETS DELI RECORDSより発売された。

## 解説
前作『DREAMER'S HIGH』より3年ぶりのリリース。前作と同じくセルフ・プロデュース作品。
デザインは西田幸司、カバーイラストは宮嶋淳子、写真は岡田貴之によるもの。ライブ会場・通販購入限定特典としてセルフライナーノーツが封入されている。
本作には2011年3月11日に発生した東日本大震災が影響しており、震災への想いやこれからの希望などが歌われている。コンセプトは「明日へのラブソング」。
9月14日にOTOTOYやiTunes Storeなどで音楽配信が開始された。

## 評価
音楽ライターの長谷川誠は、本作を聴いていて感じるのは「音楽のパワーの素晴らしさ」とし、「どの曲も深い説得力を持っているのは、彼が強い意志、覚悟を持って、踏み込んで作り、歌っているからだろう」「体にも精神にもいい作用を及ぼしていく。困難な時代であっても鳴り止むことのない希望の音楽がここにある」と評している。

## 収録曲
| 全作詞: 柳原陽一郎。 |                            |            |            |      |
| #                    | タイトル                   | 作詞       | 作曲       | 時間 |
| 1.                   | 「ホントのバラッド」       | 柳原陽一郎 | 柳原陽一郎 | 5:48 |
| 2.                   | 「再生ジンタ」             | 柳原陽一郎 | 柳原陽一郎 | 3:38 |
| 3.                   | 「やがて君は夢となるのか」 | 柳原陽一郎 | 柳原陽一郎 | 4:17 |
| 4.                   | 「ロータスの庭」           | 柳原陽一郎 | 柳原陽一郎 | 4:25 |
| 5.                   | 「そしてペンギンは語る」   | 柳原陽一郎 | 大坪寛彦   | 5:56 |
| 6.                   | 「魔法をかけてよ」         | 柳原陽一郎 | 柳原陽一郎 | 3:08 |
| 7.                   | 「農夫に力を」             | 柳原陽一郎 | 柳原陽一郎 | 5:16 |
| 8.                   | 「ほんとうにスキな人」     | 柳原陽一郎 | 柳原陽一郎 | 4:14 |
| 9.                   | 「恋のうたを歌う時」       | 柳原陽一郎 | 柳原陽一郎 | 3:30 |
| 10.                  | 「悪人志願」               | 柳原陽一郎 | 柳原陽一郎 | 3:47 |
| 11.                  | 「ステキブギ」             | 柳原陽一郎 | 柳原陽一郎 | 3:18 |
| 12.                  | 「歌を止めるな」           | 柳原陽一郎 | 柳原陽一郎 | 6:01 |
| 合計時間:            | 合計時間:                  | 合計時間:  | 53:18      |      |

## 曲の解説
1. ホントのバラッド
歌詞について、柳原は「奥歯に物が挟まったような口の利き方をする政治家や学者に怒りを覚えて作った」と語っている[4]。2017年11月18日に放送された『小室等の新音楽夜話』（TOKYO MX）にて小室等とセッションした[5][注釈 2]。
2. 再生ジンタ
歌詞は計画停電の際に書いた詩がモチーフとなっている。歌詞に出てくる「百合の花」は、広島平和記念資料館にある「爆心地で咲く百合の花」をイメージしており、当時柳原が置かれていた状況と一致していたのだという[6][4]。
西田幸司が監督を務めたミュージック・ビデオが制作されている[7]。
ベスト・アルバム『もっけの幸い』にも収録されている。
3. やがて君は夢となるのか
楽曲について、柳原は「自分の痛みよりも人の痛みをなんとかしてあげたいと思うような、やさしくて強い人に捧げた歌」としている[4]。
4. ロータスの庭
大阪のイベント用に依頼され、柳原が南の国を思い浮かべながら書いた楽曲[4]。歌詞には上海、廈門、馬来など地名が登場する。
5. そしてペンギンは語る
2007年頃の作品で、Warehouseの大坪寛彦が作曲した楽曲。「逆風の中でもコウテイペンギンのように気高くありたい」という願いが込められている[4]。
6. 魔法をかけてよ
あるカップルの別れを歌った楽曲。柳原によると、当初は明るい曲調だったとのこと[4]。
7. 農夫に力を
プロテストフォーク・バラッド。歌詞は福島県の百姓がモチーフとなっている[4]。
8. ほんとうにスキな人
震災直前である2011年2月に書かれた楽曲で、当時のタイトルは「忠告Z」[4]。レコーディングには『三文オペラ』を通じて知り合ったシタール王子（シタール）と池田絢子（タブラ）が参加している[6]。
東日本大震災のチャリティー・コンピレーション・アルバム『Play for Japan vol.9』には、柳原による弾き語り音源が収録されている[8][9]。
ベスト・アルバム『もっけの幸い』にも収録されている。
9. 恋のうたを歌う時
自身がラブソングを歌う理由を歌詞にした楽曲。当初は単にラブソングを書こうとしていたとのこと[4]。
2021年4月に城下公会堂[注釈 3]が行なったクラウドファンディングをきっかけとして制作されたコンピレーション・アルバム『lieu de détente -side B- [城下公会堂 Compilation]』にも収録されている[10]。
10. 悪人志願
楽曲について、柳原は「こういうテーマを歌にする人が日本にはいなくなったので、懲りずに収録しようと思いました」と語っている[4]。
11. ステキブギ
楽曲について、柳原は「気落ちしている方々に私なりのエールを送ろうと思って作りました。結局、それは自分に向けられているのですがね」と語っている[4]。
12. 歌を止めるな
本作の参加ミュージシャン[注釈 4]がコーラスで参加している。演奏が一度終了し、無音を挟んで京都のライブでの観客の合唱が収録されている[4]。

## 参加ミュージシャン
| ホントのバラッド - 柳原陽一郎：Vocals, Acoustic Guitar - 熊坂路得子：Accordion - 大坪寛彦：Acoustic Bass, Backing Vocals - 椎谷求：Mandolin 再生ジンタ - 柳原陽一郎：Vocals, Acoustic Guitar - 熊坂路得子：Accordion - 大坪寛彦：Acoustic Bass, Recorder - トシバウロシ：Bodhran やがて君は夢となるのか - 柳原陽一郎：Vocals, Acoustic Guitar, Harmonica - 椎谷求：Pedal Steel Guitar - 中原信雄：Electric Bass - 外山明：Drums ロータスの庭 - 柳原陽一郎：Vocals, Acoustic Guitar - 外山明：Balafon そしてペンギンは語る - 柳原陽一郎：Vocals, Acoustic Guitar, Accordion - 椎谷求：Banjo - 高良久美子：Percussion - 大坪寛彦：Acoustic Bass, Backing Vocals 魔法をかけてよ - 柳原陽一郎：Vocals, Electric Guitar - イーヨ：Extra Vocals - 山田杏奈：Sound Effect - 中原信雄：Electric Bass - 外山明：Drums, Glockenspiel | 農夫に力を - 柳原陽一郎：Vocals, Acoustic Guitar - 山田杏奈：Sound Effect ほんとうにスキな人 - 柳原陽一郎：Vocals, Acoustic Guitar - シタール王子：Sitar - 池田絢子：Tabla 恋のうたを歌う時 - 柳原陽一郎：Vocals, Acoustic Guitar - Miya：Flute - トシバウロシ：Bodhran - 大坪寛彦：Acoustic Bass 悪人志願 - 柳原陽一郎：Vocals, Electric Guitar, Keyboards - 中原信雄：Electric Bass - 外山明：Drums, Tambourine, Backing Vocals ステキブギ - 柳原陽一郎：Vocals, Electric Guitar, Keyboards - 中原信雄：Electric Bass - 外山明：Drums, Tambourine, Backing Vocals 歌を止めるな - 柳原陽一郎：Vocals, Electric Guitar - 渡辺隆雄：Trumpet, Backing Vocals - 中原信雄：Electric Bass, Backing Vocals - 外山明：Drums, Tambourine, Backing Vocals - イーヨ, 大坪寛彦, 池田絢子, シタール王子：Backing Vocals |